# Diversidad sexual en India

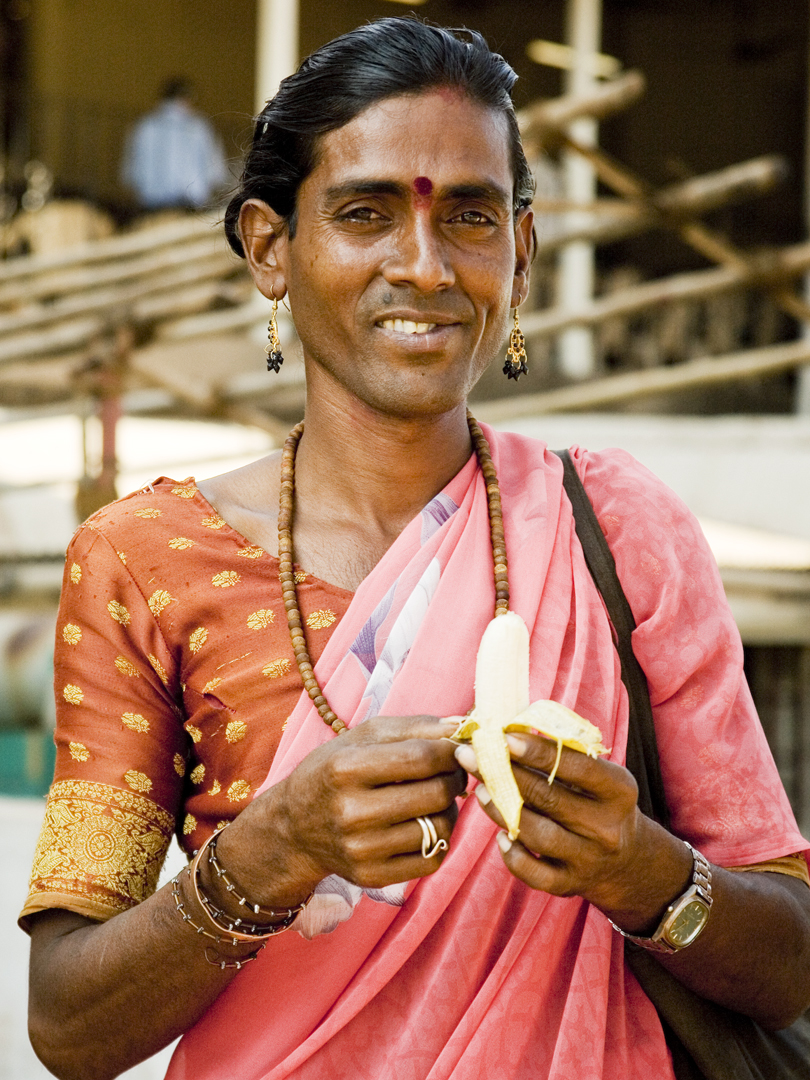
Hijra en Goa.

Las personas LGBTI en la India se enfrentan a ciertos desafíos legales y sociales que no son experimentados por otros residentes. En septiembre de 2018 la homosexualidad fue despenalizada en India, después de que cinco magistrados de la sala del Tribunal Supremo de este país decidieran dejar de considerar las relaciones sexuales voluntarias entre personas adultas del mismo sexo como un delito, echando por tierra una legislación de la era victoriana, cuando el territorio indio formaba parte de las colonias del Imperio Británico. La sentencia del Tribunal constituyó un gran logro para el movimiento LGTB de India, así como para la sociedad civil en general, con profundas influencias en otras naciones de la región. 
A pesar del anterior paso de avance, la homosexualidad en India ha sido generalmente tomada como un tabú tanto por la sociedad india como por el gobierno. Hasta hace unos años las discusiones públicas acerca de la homosexualidad eran prohibidas en India debido a lo conservadora que es esta sociedad en cuanto a cualquier factor relacionado con la sexualidad. Sin embargo, en los años recientes, se ha comenzado a notar que la opinión de los medios y la sociedad respecto a la homosexualidad ha cambiado ligeramente, debido a discusiones sobre el tema tanto por los medios de comunicación como por Bollywood.
La religión ha desempeñado un papel importante en las costumbres y tradiciones indias. Aunque la homosexualidad no se menciona explícitamente en los textos religiosos relacionados con el hinduismo (sí en el islam) —las dos religiones más practicadas en India—, algunas interpretaciones han visto en estos textos una condena a la homosexualidad. Pese a esto, hay un gran debate abierto. Muchos entendidos del tema comparten diferentes puntos de vista respecto a la homosexualidad. Existen argumentos y teorías de que la homosexualidad existía y que además era aceptada en la antigua sociedad hindú..
Hasta 2018 en India seguían siendo ilegales los actos sexuales «contra el orden de lo natural». Pese a esto, el gobierno no perseguía a los mayores de edad que consentían una relación homosexual y la llevaban a cabo en extrema privacidad. En años recientes, se fortalecieron las campañas para despenalizar la homosexualidad. Los organizadores de las campañas hacen énfasis tanto en materia de derechos humanos como en cuestiones de salud, particularmente en difundir información acerca del VIH/sida. Muchas organizaciones como la fundación Naz (India), la Organización para el Control Nacional del Sida, la Comisión Jurídica de India, entre otras, aprovecharon implícita o explícitamente la despenalización de la homosexualidad en India y pidieron tolerancia e igualdad social para lesbianas, gays, bisexuales y transexuales.
El 2 de julio de 2009, en un fallo sorprendente, la Corte Suprema de Nueva Delhi derogó la sección del Código Penal que consideraba ilegal a todo acto homosexual. Según la Corte, las relaciones homosexuales consentidas entre dos adultos ya no pueden ser consideradas ilegales en la India. En el fallo pronunciado, los jueces dijeron que se debía integrar a las personas homosexuales y que se les debía de respetar su calidad como personas y dignidad. También, hablaron de una nueva visión de la sociedad india hacia la homosexualidad, más tolerante y abierta. El fallo, si bien sentó un precedente para acciones similares en toda la nación, es sólo aplicable en la jurisdicción de Delhi.
Tras la apelación, la Corte Suprema de la India revirtió en diciembre de 2013 el fallo de la Corte Suprema de Nueva Delhi, volviendo a dar vigencia a la sección 377 del Código Penal indio, que castigaba la homosexualidad con hasta 10 años de cárcel. Sin embargo, en 2018 India volvió a despenalizar la homosexualidad, alegando que "las relaciones sexuales entre adultos homosexuales en privado no constituye una ofensa", ” y que cualquier norma que persiga estas prácticas es “discriminatoria y una violación de los principios constitucionales”.

## Historia y base religiosa

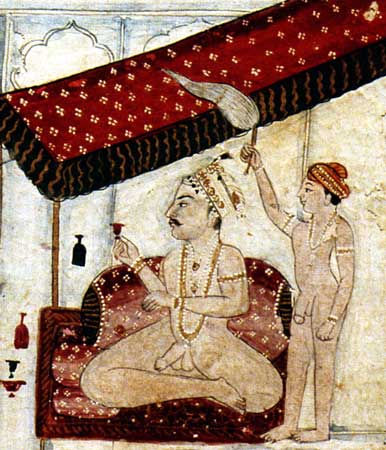
Un príncipe indio y su joven amante varón esperan a un grupo de concubinas (que entran a escena desde la derecha, y no aparecen en esta fotografía); detalle de una miniatura mogol, siglo XVIII o XIX.

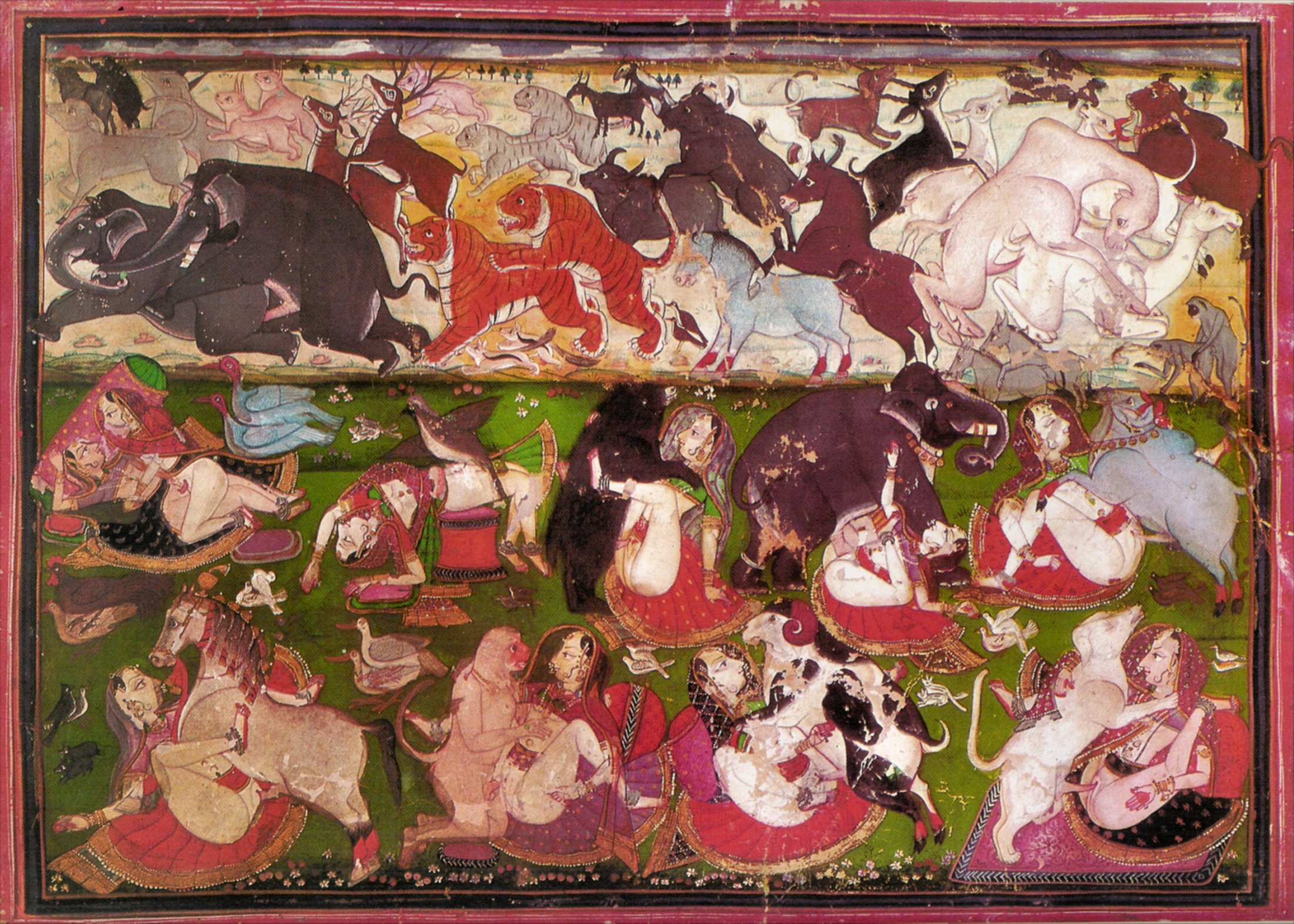
Las naiká como amantes de todas las criaturas. Kotah State Rajasthan (1780). En el extremo izquierdo central se ve a dos mujeres abrazadas utilizando un consolador.

Las Leyes de Manu (probablemente del siglo III a. C.), que son los códigos de conducta más antiguos del hinduismo, menciona a las prácticas homosexuales, pero solo como algo para ser regulado, no reprimido. Y la homosexualidad fue considerada en el Kama Sutra (probablemente del siglo VI a. C.) como parte de las prácticas sexuales aceptadas. Se establecían determinados castigos contra las personas con determinados comportamientos homosexuales. Por ejemplo, el artículo que se refiere a las relaciones homosexuales mantenidas entre una mujer adulta madura y una virgen dice: «Una mujer que contamine a una doncella deberá ser rasurada o se le deberá amputar dos dedos, y se la tiene que obligar a atravesar la ciudad montada en un burro», sugiriendo una dura pena.
En cambio, el artículo que se refiere a las relaciones sexuales entre dos vírgenes sugiere un castigo relativamente más suave: «Una doncella que contamina a otra doncella debe ser multada con doscientos (panas), pagar el doble de sus honorarios (nupciales) y recibir diez (latigazos) con una vara».
Esos castigos, tomados fuera de contexto, parecen homofóbicos, pero tomando en cuenta que a estas leyes no les importaba el sexo de las personas que mantenían relaciones sexuales, sino la entrega de su virginidad que una joven mujer le hacía a otra sin estar casada, puede notarse que la homosexualidad no era el delito por el que esa persona era castigada. Por ejemplo, el castigo para una relación sexual forzada entre un hombre y una mujer establece que «si un hombre por medio de la insolencia contamina forzadamente a una dama, dos de sus dedos deben ser instantáneamente amputados, y debe pagar una multa de seiscientos (panas)», el cual parece más severo en comparación con el castigo establecido para el mismo acto sexual entre dos vírgenes. También hay que notar que no existían leyes condenatorias de actos sexuales entre dos personas no vírgenes que mantenían relaciones sexuales.
Los castigos para los varones que cometieran estas ofensas eran menos severos: «Un encuentro antinatural con un hombre es declarado como la causa de la pérdida de la casta (gati bhramsa)».
«Un hombre que comete una ofensa antinatural con un hombre... deberá bañarse con la ropa puesta». El castigo parece extremadamente suave, ya que esta es supuestamente la forma en que tradicionalmente la mayoría de los aldeanos tomaban sus baños.
Muchos crímenes heterosexuales eran castigados de manera mucho más severa. Por ejemplo, actos de adulterio y violación eran castigados con extrema tortura, y hasta con la muerte.
El trato desigual puede haberse debido a los prejuicios de género teniendo en cuenta que las Leyes de Manu son iguales que las escrituras que establecieron que el estatus de la mujer es el mismo (o incluso inferior) a las tierras, ganado y otras pertenencias de un hombre. El Rig Vedá y los vestigios de esculturas muestran actos sexuales entre mujeres como revelaciones de un mundo femenino, donde la sexualidad se basa en el placer y la fecundidad.
La traducción íntegra y moderna del clásico texto indio del Kama Sutra se refiere sin ambigüedad o hipocresía a todos los aspectos de la vida sexual incluido el matrimonio, el adulterio, la prostitución, sexo en grupo, sadomasoquismo, homosexualidad masculina y femenina y travestismo. El texto traza un fascinante relato de una India cuya apertura a la sexualidad dio lugar a un alto nivel de desarrollo en la expresión erótica.
En Amor homosexual en India: lecturas de literatura e historia, sus autores Ruth Vanita y Saleem Kidwai analizan la historia del comportamiento homosexual en la India, desde el hindú, budista, musulmán y tradiciones ficticias modernas. El prólogo del libro indica que este «traza la historia de ideas basado en escritos tradicionales indios sobre el amor entre mujeres y sobre el amor entre hombres que no están biológicamente emparentados». El libro tiene una colección de historias procedentes de textos antiguos como Majábharata, Pancha Tantra, Kama Sutra, Shivá Puraná, Krittivasa Rāmāiana, el Skandá puraná, Amir Khusro y Baburnama, junto con literatura india contemporánea que apoya las ideas.

## Estatus legal y repercursión de la despenalización de la homosexualidad
Las relaciones homosexuales permanecieron ilegales en India hasta 2018, bajo una antigua ley de la era británica originada en 1860 conocida como el artículo 377 del código penal indio, la cual penaliza «el coito carnal contra el orden de la naturaleza». La vaguedad de la ley dio lugar a que se la utilizara en contra de una amplia gama de comportamientos sexuales, así como el sexo oral (heterosexual y homosexual), el sexo anal (denominado sodomía, tanto heterosexual como homosexual), la zoofilia, etc. El castigo iba de diez años de prisión a cadena perpetua.
Ninguno de los mayores partidos políticos de la India históricamente habían abogado por apoyar los derechos gays ni en sus programas electorales ni políticos. Sin embargo, uno de los miembros del Partido Comunista de la India (Marxista), Brinda Karat, escribió una carta abierta en 2003 dirigida al entonces ministro de Ley y Justicia, Arun Jaitley, solicitando revocar la Sección 377 del CPI.
Aunque realmente la batalla del movimiento LGTB se inició en 2001, en 2009 se dio el primer gran paso hacia la eliminación de la ley antes referida, cuando  el Tribunal Superior de Nueva Delhi declaraba su nulidad por violar los derechos fundamentales, aunque en 2013 el dictamen fue revocado a raíz de la petición de varios grupos religiosos e individuos que consideraban que la decisión ponía en peligro la institución del matrimonio, por lo que una sala de dos magistrados de Corte Suprema sentenció que la ley necesitaba ser sometida a consenso parlamentario y no a la decisión de un tribunal menor.
La ley alusiva establecía que «aquel que mantenga un coito carnal voluntariamente contra el orden de la naturaleza con cualquier hombre, mujer o animal debe ser castigado con cárcel de por vida o con encarcelamiento por cualquiera de esos delitos por un periodo que puede extenderse hasta los diez años de prisión, además de ser objeto de multa».
En 2018, y a diferencia de la decisión de 2013, el Gobierno de India se mantuvo al margen, mientras que los magistrados indicaron su intención de reservarse el derecho a declarar la nulidad de la ley, independientemente de la abolición de la misma por parte del Ejecutivo. Desde julio, los cinco magistrados del Supremo habían hecho referencia a la incompatibilidad entre el artículo 377 del Código Penal y el derecho a la privacidad, en relación con una sentencia que la misma corte había fallado en 2017, en favor de preservar la orientación sexual como elemento principal del derecho constitucional a la privacidad de los ciudadanos. 
Tal incompatibilidad legal alentó el movimiento LGTB a fortalecer su lucha por la despenalización de la homosexualidad, promoviendo una serie de debates que abarcaron a amplios sectores de la sociedad durante alrededor de doce meses. Así, los defensores del artículo 377 quedaron reducidos a varios grupos cristianos que insistieron hasta el último momento en que no existen pruebas científicas que sostengan que una persona puede nacer con diferentes orientaciones sexuales y que la anulación de la ley supondría la propagación de enfermedades como el sida.

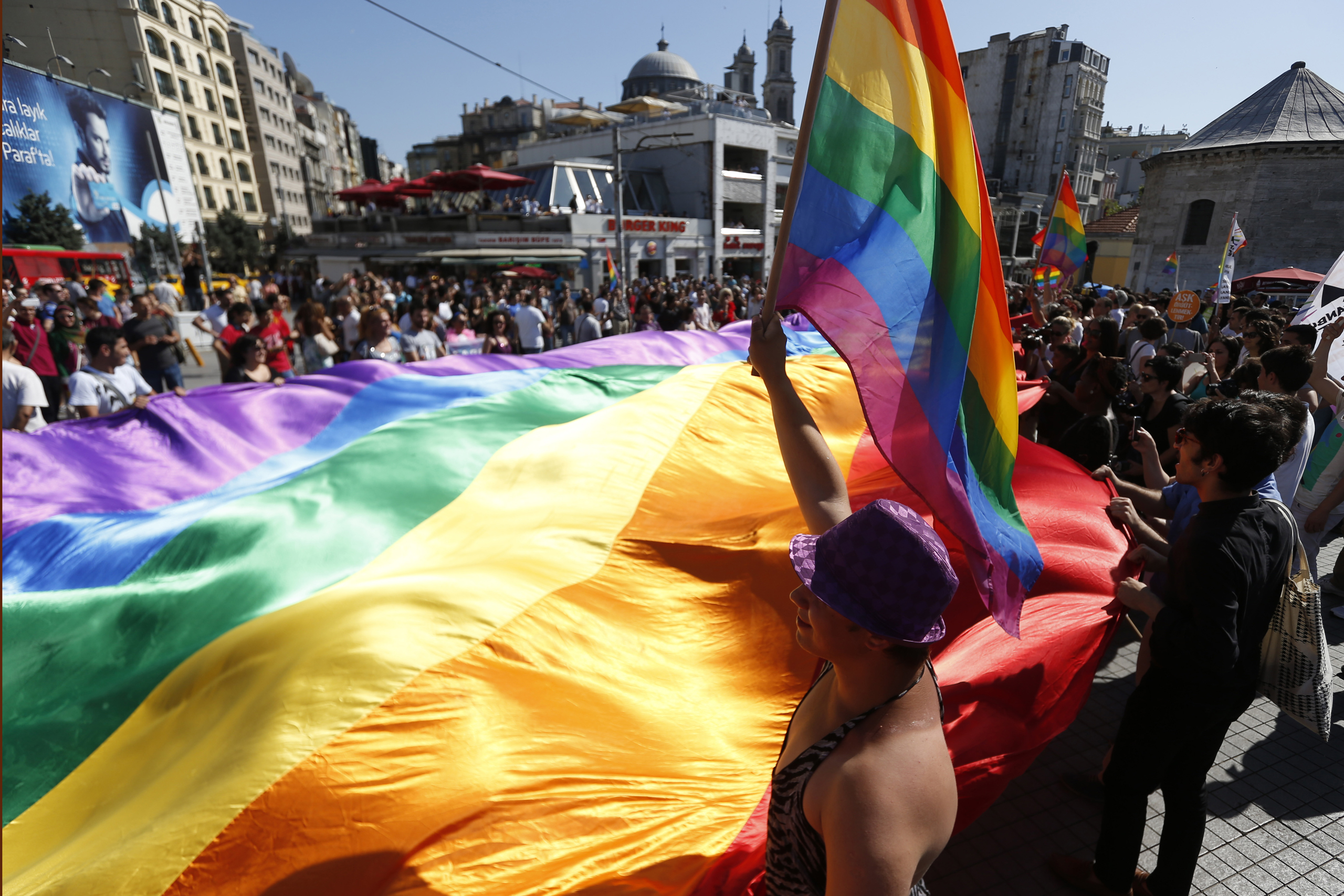
La despenalización de la homosexualidad en India fue acogida con alegría por la comunidad LGTB de varios países.

Finalmente en septiembre el Tribunal Supremo, en voz de su presidente Dipak Misra, reconoció que “las relaciones privadas y consensuadas entre adultos del mismo sexo no constituyen una violación del artículo 377 del Código Penal”, lo que significó la abolición de los efectos en contra de la comunidad homosexual. De esta forma, el colectivo LGTB de India logró actualizar el marco legal de la democracia con mayor cantidad de ciudadanos del mundo, dando un nuevo paso hacia el respeto de la diversidad, los derechos individuales, la participación social y la erradicación de un penoso vestigio del colonialismo.
La despenalización de la homosexualidad en India ocupó titulares de casi todo el mundo, teniendo especial repercusión en otros antiguos dominios británicos, donde existen o existieron instrumentos jurídicos similares al artículo 377, porque de hecho, muchas veces las leyes de India en la época colonial eran extrapolados a otros territorios del Imperio. Un ejemplo de lo anterior lo constituye Singapur, donde se mantiene vigente la llamada Sección 337A que criminaliza el homosexualismo frente a la cual el movimiento LGTB a redoblado esfuerzos para su abolición, siguiendo el ejemplo de sus vecinos indios. 

### Detenciones contra homosexuales y violaciones a los derechos humanos antes de 2018
Una cifra ilustrativa de la aplicación de esta ley, según datos de la Asociación Internacional de Gays y Lesbianas (ILGA), revela que cerca de 1.500 personas fueron detenidas en India en virtud del artículo 377 en 2015. Además, la organización Human Rights Watch dijo saber de las detenciones de cuatro hombres en la ciudad de Lucknow en 2006 y de otras cuatro en 2001.
Las condenas por estos casos en la última etapa de la penalización de la homosexualidad en India resultaban extremadamente raras. Sin embargo, Human Rights Watch mantuvo firme su postura de que la ley 377 fue usada para atosigar los esfuerzos de prevención del VIH/sida, así como a los trabajadores sexuales, hombres que mantienen relaciones sexuales con otros hombres entre otros grupos que se encuentran al borde de contraer el virus.  La Unión Popular para las Libertades Civiles publicó dos informes acerca de las violaciones de derechos humanos que enfrentan las minorías sexuales, y en particular los transexuales en la India.

### Peticiones de reforma del artículo 337
En 2003, el Alto Tribunal de Delhi se negó a considerar una petición respecto a la legalidad del artículo 377, diciendo que los que hacían la petición, una ONG de salud sexual llamada Naz Foundation no tenía legitimación procesal en la materia. Desde que ninguna persona ha sido acusada o condenada en los años recientes bajo esta sección, sería muy poco probable que el Alto Tribunal de Delhi la considerara ilegal, sumando la ausencia de un demandante sin legitimación procesal. Sin embargo, esto no excluye la posibilidad de algún otro fallo del Tribunal Superior acerca de esta sección, o incluso un fallo del Tribunal Supremo de la India considerando la petición como un LIP (litigio de interés público). Finalmente, la Fundación Naz ganó su recurso de casación ante el Tribunal Supremo contra la decisión del Alto Tribunal de desestimar la petición de la organización por motivos técnicos. La Corte Suprema decidió que la Fundación Naz tenía la legitimación suficiente como para presentar un LIP en este caso y envió el caso nuevamente al Alto Tribunal de Delhi para que reconsidere sus méritos. El Alto Tribunal de Delhi ha reconsiderado la petición desde octubre de 2006. En el caso, ha habido una notable intervención de un grupo llamado «Voices Against 377» (voces contra la [ley] 377) de apoyo a los derechos gais, a los derechos de las mujeres y a los derechos del niño, basado en Nueva Delhi. El grupo, ha apoyado la petición de reformar el artículo 377, para excluir de sus líneas al sexo consensuado entre homosexuales adultos.
Pese a las presiones nacionales e internacionales, la ley permanece vigente en el Código Penal Nacional. Esta ley es usada por alguna gente para amenazar y chantajear homosexuales. También se ha utilizado mayormente durante fines de los años noventa y principios del siglo XXI para acosar a los que distribuían condones entre homosexuales.
La policía, también hace uso de ella cuando registran denuncias presentadas por los padres de las partes implicadas. Por ejemplo, una pareja de lesbianas que escaparon juntas en Uttar Pradesh (al norte de India) fueron arrestadas y devueltas a la custodia de sus padres, a pesar de ser mayores de edad, la policía las arrestó aplicando esta sección como la base jurídica de sus detenciones.
Día a día, crecen las demandas de activistas pidiendo la despenalización de la homosexualidad. Una impresionante colección de artículos académicos e historias personales que celebra la diversidad en la sexualidad es Because I Have a Voice: Queer Politics in India (porque tengo voz: políticas homosexuales en India), escritos por Aravind NARRAIN y Gautam BHAN..
El libro documenta las luchas actuales a niveles personales y políticos.
En septiembre de 2006, el Premio Nobel Amartya Sen y el conocido escritor Vikram Seth se reunieron con una veintena de indios destacados en la vida pública para demandar públicamente este cambio en el régimen jurídico.
La carta abierta demanda que «en nombre de la humanidad y de nuestra Constitución, se debe eliminar esta ley cruel y discriminatoria».

### Protección legal contra la discriminación
El artículo 15 de la Constitución de India establece que:
15. Prohibición de la discriminación por motivos de religión, raza, casta, sexo o lugar de nacimiento
(1) El Estado no discriminará a ningún ciudadano por motivos únicamente de religión, raza, casta, sexo, lugar de nacimiento o cualquiera de ellos.
(2) Ningún ciudadano podrá, solo por motivos de religión, raza, casta, sexo, lugar de nacimiento o cualquiera de ellos, estar sujeto a ninguna discapacidad, responsabilidad, restricción o condición con respecto a
(a) acceso a tiendas, restaurantes públicos, hoteles y palacios de espectáculos públicos; o
(b) el uso de pozos, tanques, ghats de baño, carreteras y lugares de uso público mantenidos total o parcialmente con los fondos estatales o dedicados al uso del público en general.
El Tribunal Supremo ha dictaminado que la Constitución de la India prohíbe la discriminación basada en la orientación sexual de un ciudadano. Las personas que sufran discriminación debido a su orientación sexual ahora pueden presentar una demanda en un tribunal de justicia.

## Reconocimiento de parejas del mismo sexo
No existe reconocimiento legal de parejas del mismo sexo bajo la ley india. Durante una reciente visita del ex-primer ministro canadiense Paul Martin, el primer ministro indio Manmohan Singh recibió una pregunta de un periodista acerca de cuál era su opinión sobre la reciente aprobación de matrimonios homosexuales en Canadá. Su respuesta fue «allí no existiría mucha comprensión acerca de las leyes como las hay en India», para luego desviar el tema cuando comenzó a hablar de que las sociedades de ambos países eran culturalmente muy distintas.
El cuerpo superior religioso sij, el Akal Takht, ha emitido un edicto condenando el matrimonio entre personas del mismo sexo y ha instado a los sijs que viven en Canadá a no apoyar o permitir matrimonios gais en gurdwaras. En 2005, dos mujeres de Hyderabad le pidieron al Darul Qaza, una corte islámica, un fatwa que las autorizara a contraer matrimonio, pero se les denegó el permiso con una reprimenda del jefe cadí.
Ninguno de los principales grupos cristianos permiten el matrimonio entre personas del mismo sexo.
Sin embargo, desde 1987 cuando los medios de comunicación nacional sacaron a la luz la historia de dos hombres policías que habían contraído matrimonio mediante rituales hindúes en India Central, la prensa ha informado de muchos casamientos entre personas homosexuales, alrededor de todo el país, mayormente entre mujeres jóvenes de clase media baja en pequeños pueblos o en áreas rurales, las cuales no tienen contacto con ningún movimiento gay. La reacción de la familia va desde el apoyo, desaprobación y hasta en violentas persecuciones. Mientras que la policía generalmente, acosa a esas parejas, las cortes indias han defendido de manera uniforme a estas parejas, en derecho, como adultos, a vivir con quienquiera que ellos deseen.
En años recientes, estas parejas también han aparecido en la televisión contando sus historias de pareja. También, ha habido numerosos casos de suicidios pactados entre parejas del mismo género, mayormente mujeres (las parejas formadas por heterosexuales también suelen recurrir al suicidio en conjunto cuando sus respectivas familias se oponen a la unión). En Amor homosexual en India: lecturas de literatura e historia, la autora Ruth Vanita, analiza docenas de esos matrimonios y suicidios que han ocurrido en el período de tres décadas, y explora sus aspectos legales, religiosos e históricos. Ella afirma que muchos de esos matrimonios pueden ser considerados sin duda como legalmente válidos, en virtud de la Ley de Matrimonio Hindú (de 1955); cualquier matrimonio entre dos hindúes y que se realizan de acuerdo a las costumbres prevalentes en la comunidad de uno de los dos, es jurídicamente válido. No se requiere licencia para contraer matrimonio, y la mayoría de los casamientos heterosexuales en India se llevan a cabo solamente por ritos religiosos, sin un certificado de matrimonio y nunca son registrados con el Estado. El reconocimiento del estado no es deseado por la mayoría de las parejas, ya que confiere algunas ventajas. La mayoría de las parejas buscan la validación de las familias y de la comunidad, varias mujeres y parejas en zonas rurales y pequeños pueblos han recibido dicha validación.
También ha habido matrimonios homosexuales entre personas de alto perfil como celebridades; así como por ejemplo la unión civil del diseñador Wendell Rodericks con su socio francés, llevado a cabo bajo la legislación francesa en Goa (India).
Muchas organizaciones de apoyo a los derechos LGBT han reclamado el derecho al matrimonio igualitario y recientemente, varios programas de televisión de la India, inspirados por las noticias procedentes de Occidente, como la unión civil de Elton John y por reportes de parejas homosexuales indias que han contraído matrimonio perseguidos por las familias de los implicados y por la policía, han abierto el debate sobre el tema nuevamente.

## Apoyo para legalizar la homosexualidad
La Fundación Naz (India), una ONG basada en Nueva Delhi, es la organización que está a la cabeza en la lucha para descriminalizar la homosexualidad. Es una organización de beneficencia y que ha estado trabajando sobre el VIH/sida y con temas relacionados con la salud sexual desde el año 1994. Anjali Gopalan es la fundadora de la organización y se dedica a luchar contra la epidemia del VIH/sida además de apoyar la legalización de la homosexualidad en la India. Anjali comenzó a trabajar en temas relacionados al VIH/sida en comunidades marginadas en EE. UU. Cuando regresó a India en el comienzo de la década de 1990 notó la falta de respuesta de la sociedad y del gobierno frente a la creciente epidemia del VIH. Fundó Naz India para centrarse en las comunidades estigmatizadas por la sociedad.
A través de los años, Naz India ha desarrollado y aplicado un enfoque integral para combatir el VIH, centrándose en la prevención y en el tratamiento. La organización también tiene como objetivo sensibilizar a la comunidad para que tome conciencia de lo grave que está la situación en India del VIH; tratando además de resaltar las cuestiones relacionadas con la sexualidad y la salud en cuestiones de sexualidad. La organización tiene fuertes vínculos con grupos y organismos de derechos humanos como con el Lawyers Collective, Human Right Law Network, Amnistía Internacional, Comisión Internacional de los Derechos de Gays y Lesbianas, entre otros. Naz India ha colaborado con estos organismos para tratar los casos de abusos cuando se trata de derechos sexuales. Además, la organización trabaja con los servicios de policía de Nueva Delhi, realizando entrenamientos semanales en talleres de capacitación para personal policial. La formación tiene como objetivo crear conciencia sobre el VIH/sida y aborda cuestiones de discriminación, acoso físico, corrupción y derechos humanos.
Los esfuerzos de Naz India, en sensibilizar al gobierno en diferentes cuestiones relacionadas con la epidemia incluyen la modificación de la Sección 377 del Código Penal Indio comúnmente conocida como la Ley Anti-Sodomía. Esta ley criminaliza los actos sexuales entre personas del mismo sexo, sin importar la edad y consentimiento de los implicados en esa relación. La organización toma como principal reto las intervenciones efectivas en materia sexual dentro de minorías sexuales cuando se trata de luchar contra el VIH/sida.
En diciembre de 2002, Naz India presentó un LIP (litigio de interés público) para cambiar la sección 377 del CPI en el Alto Tribunal de Delhi.
El jueves 6 de septiembre del 2018, el Tribunal Supremo de la India decidió, luego de un debate, despenalizar la homosexualidad.

## Medios de comunicación gay
El QMC (Queer Media Collective) es un grupo de periodistas profesionales que tienen por objetivo reconocer y premiar a los gais, lesbianas y otras personas pertenecientes a minorías sexuales en India que aportan en los medios de comunicación y en la industria del entretenimiento en el país. Este grupo celebró su primer encuentro en Bombay, a finales de 2007. Ahora, el grupo tiene miembros en Nueva Delhi y en Bangalore. El primer encuentro organizado por el grupo fue el Queer Media Collective Awards 2008.
El Time Out (de Nueva Delhi) ha dedicado una columna que cubre los eventos gay en Delhi cada semana. Ahora, con la aparición de varios grupos de apoyo a los derechos de los LGBT, la gran comunidad homosexual reprimida ha aumentado su acceso a los servicios de salud y a los eventos sociales. En 2009 se ha vuelto a editar la revista Bombay Dost, la única revista LGBT del país, que se había interrumpido en 2002 por falta de fondos.
La Internet ha creado una prolífica ciber-cultura gay para la comunidad del Sur asiático. Sitios de citas gay como GayDia e IndusGay proveen un camino alternativo para conocer gente; comunidades en línea como GayBombay ofrecen un sistema seguro para conocer gais por toda la India. El sitio de red social, Facebook, cuenta con una amplia comunidad de homosexuales del Sur de Asia, tanto los que viven en esa zona del planeta como los originarios de allí viviendo en otras partes del mundo. El grupo ha sido creado para «ofrecer sorpresivamente enlaces informativos que actúan como una de las pocas comunidades en línea de homosexuales surasiáticos». Otros blogs como Queeristan resaltan historias y problemas específicos para esta marginalizada comunidad.

## Vida gay en el país

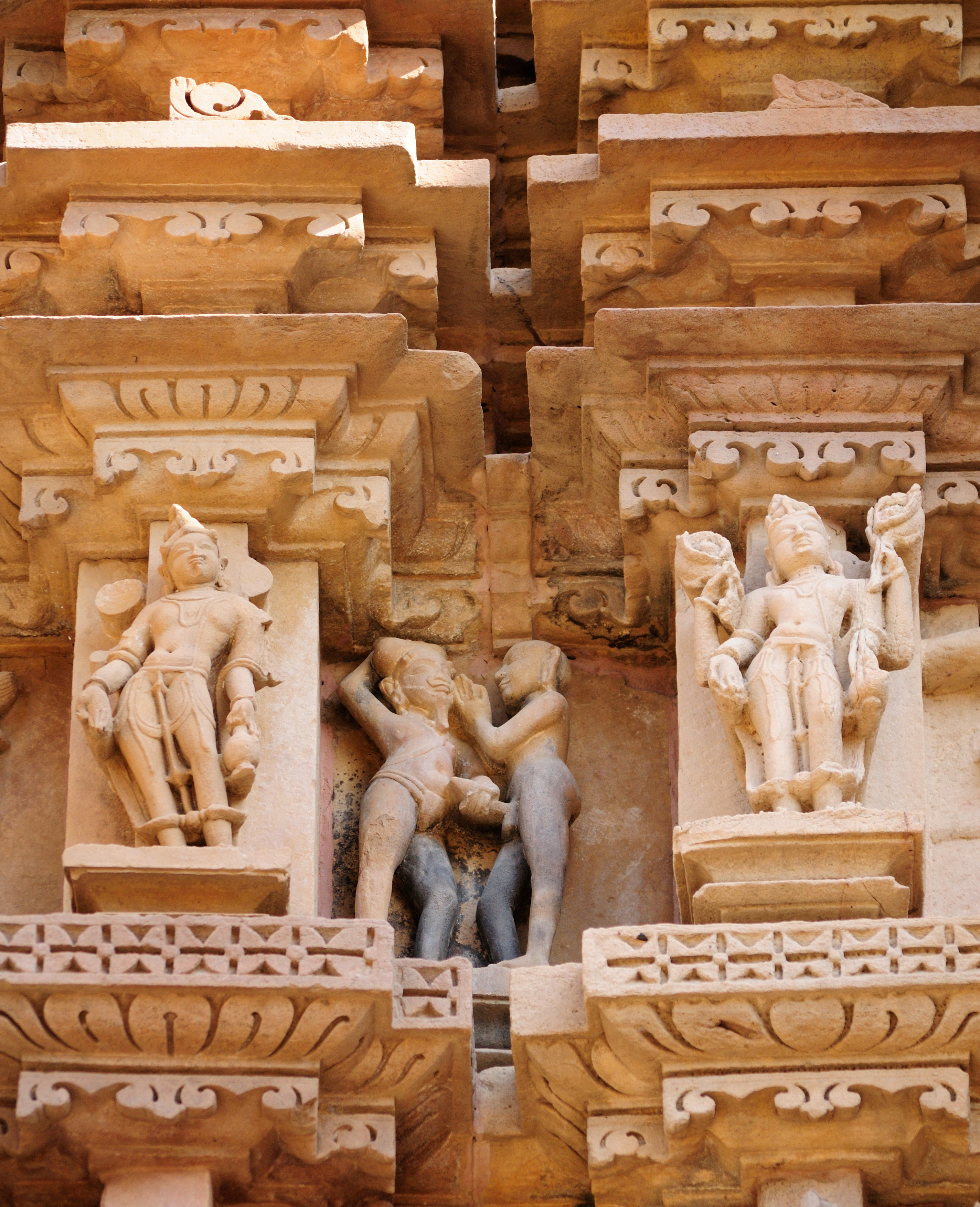
Representación de la homosexualidad en una escultura del templo Kandariya Mahadeva en Khajuraho, localidad del estado de Madhya Pradesh en la India.

En ciudades indias como Bombay, Hyderabad y Bangalore, existe una activa vida gay por las noches, incluyendo bailes y bares. Desde 2004 han ido disminuyendo gradualmente los informes de hostigamiento contra personas homosexuales (especialmente por parte de la policía).
En 2005, el príncipe Manvendra Singh Gohil de un principado conservador en el estado de Guyarat se declaró públicamente como gay.
Fue designado rápidamente por los medios de comunicación indios y mundiales como el primer miembro de una familia real en declarar públicamente su condición de homosexual. En una reacción inmediata de la familia real, fue desheredado, pero finalmente se reconciliaron. Incluso, ha ido al show de Oprah Winfrey.
En 2008, el competidor de Mr. Gay Internacional, Zoltan Parag, dijo que tenía miedo de regresar a la India por temor a la discriminación: «Los medios indios me han expuesto mucho. Ahora cuando llamo a mis amigos en la India, sus padres no me dejan hablar con ellos».
En 2008 se celebró en Nueva Delhi una marcha del orgullo gay en el país, llamando la atención sobre las elevadas tasas de suicidio entre homosexuales indios.
El seis de septiembre de 2018 la despenalización de la homosexualidad constituyó un gran triunfo celebrado masivamente por la comunidad LGTB y sus simpatizantes con una concentración frente a la Corte Suprema, en  Delhi, donde acudieron desde horas de la mañana de ese día para escuchar el veredicto final de la institución judicial. El acontecimiento tuvo una gran reperusión en los medios de prensa de todo el mundo. 
Los homosexuales de India, según el último censo, suman cerca de dos millones; aunque se estima que muchos otros nunca han declarado su orientación sexual a las autoridades sanitarias, precisamente por la criminalización que la ley establecía sobre las decenas de millones de miembros de la comunidad LGTBI en India.

## Homosexuales indios en todo el mundo
Indios homosexuales que residen fuera de su país de origen han formado grupos de apoyo que atienden las cuestiones específicas para las lesbianas, gais, bisexuales y transexuales de la comunidad surasiática. En EE. UU., la asociación SALGA (South Asian Lesbian Gay Association, Asociación de Lesbianas y Gays Surasiáticos) en Nueva York, y Trikone en San Francisco son dos organizaciones de este tipo.

## Situación de las personas transexuales, intersexuales y transgénero

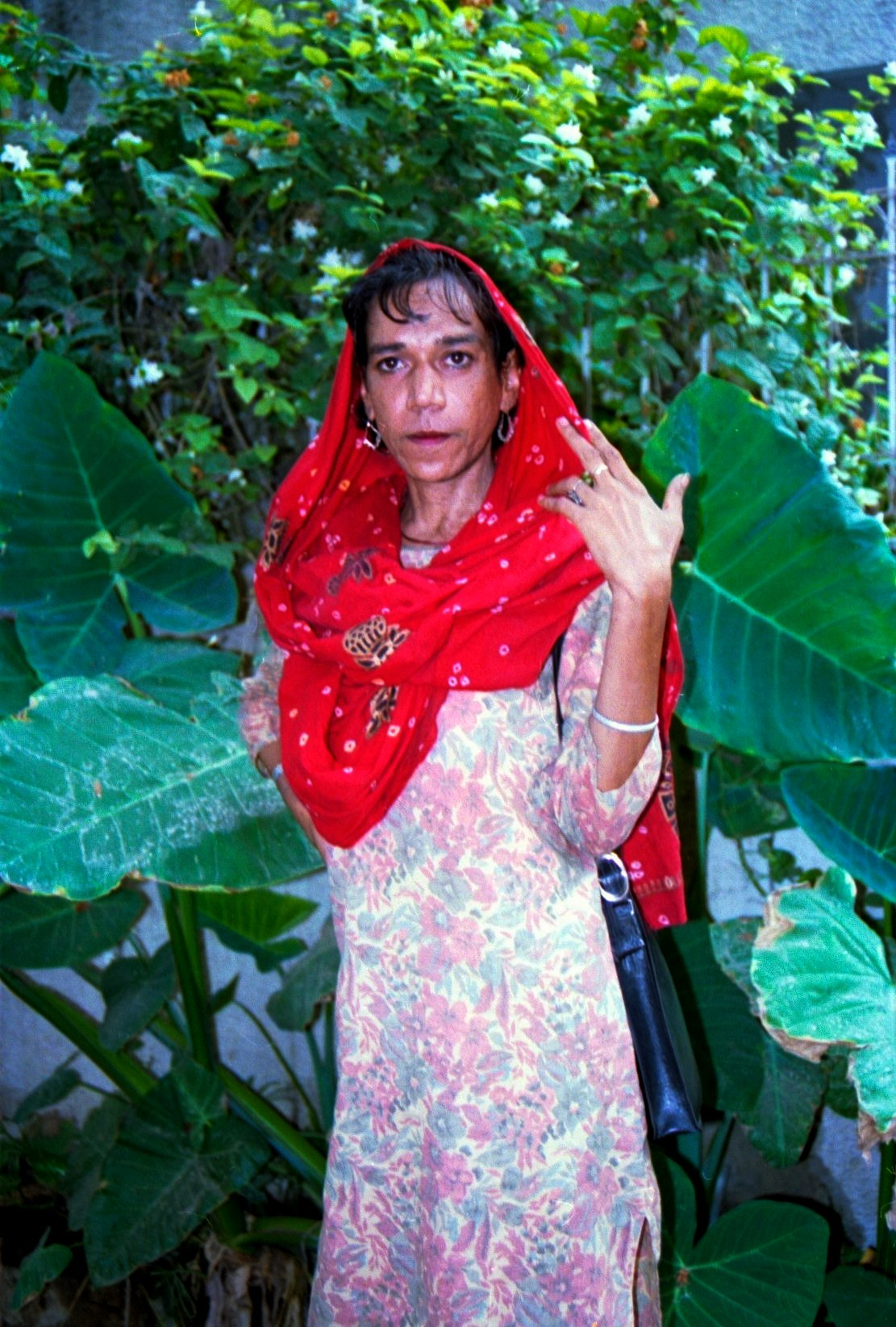
Una jisra en la ciudad de Nueva Delhi.

En la India, existe, desde hace mucho tiempo, un grupo religioso de mujeres, las jisras, que adoran a la diosa Bajuchara Mata.
En la religión hinduista existe una definición clara de dos sexos, sin embargo varios de sus dioses presentan rasgos de uno y de otro sexo, lo que permite la aceptación de la existencia de un "tercer sexo".

### Cambio de nombre
El cambio de nombre es posible a través de una declaración jurada que debe 
contar como testigos a un magistrado, a un notario público o a un comisionado
de juramentos. Asimismo, es necesario publicar el 
cambio de nombre en un periódico local. Por último, los detalles deben enviarse 
al Departamento de Publicaciones de Nueva Delhi.

### Cambio de marcador de género
El cambio de marcador de género es legal, bajo requisitos poco claros.
La sentencia del Tribunal Supremo en NALSA c. 
la Unión de la India (2014) reconoce el derecho de las personas trans a "decidir 
su género autopercibido" como varón, mujer o tercer sexo, y exhorta al gobierno 
central y a los gobiernos estaduales a reconocerles como tales. Algunas personas 
trans han podido utilizar el caso NALSA como antecedente para lograr el 
reconocimiento jurídico de su género en sede judicial. Durante varios años, ha 
sido posible, en el estado de Tamil Nadu Ha, obtener una cédula de identidad 
con el cambio de nombre y el marcador de género, a través de la Junta de 
Bienestar de personas Transgénero. Sin embargo, ello no es siempre suficiente 
para fines de identificación oficial, como solicitar un pasaporte o abrir una cuenta 
bancaria.